# Sidi Ouassay
Sidi Ouassay (en àrab سيدي وساي, Sīdī Wassāy; en amazic ⵙⵉⴷⵉ ⵡⴰⵙⴰⵢ) és una comuna rural de la província de Chtouka-Aït Baha, a la regió de Souss-Massa, al Marroc. Segons el cens de 2014 tenia una població total de 9.087 persones.